# くにおくんのドッジボールだよ全員集合!
『くにおくんのドッジボールだよ全員集合!』（くにおくんのドッジボールだよぜんいんしゅうごう!）は、1993年8月6日にテクノスジャパンから発売されたスーパーファミコン用ゲームソフト。ドッジボールを題材にしたスポーツゲームである。

## 作品解説
ファミリーコンピュータ（ファミコン）用ソフト『熱血高校ドッジボール部』（1988年）をスーパーファミコンでリニューアルした作品で、アクション面では多彩なジャンプ、回避や、ブロックからのスパイク、トーテムポール、色々なギミックを持つフィールドなどが追加された。システム面では選手のレベルアップや編集、チームの編集、アイテムの購入からシュートの合成にいたるまで大幅なパワーアップが図られた。キャラクターについては熱血高校ドッジボール部のメンバーはおらず、俗に「ダウンタウンキャラ」と呼ばれるキャラクターが出場する。通称「SFCドッジ」。
ディレクターは『ダウンタウン熱血物語』（1989年）を担当した吉田晄浩が手掛ける。
音楽は澤和雄、飯塚千晶、片岡清美、上原麗子の4人。

## ゲーム内容
- 本作ではいつでもキャラクターの顔を変更できるシステムが追加されており、その中には『ダウンタウン熱血物語』のザコキャラクターの顔[注 1]や『ダウンタウン熱血行進曲』（1990年）に登場した「いちじょう」「さおとめ」「おとなし」、『くにおくんの時代劇だよ全員集合』（1991年）に登場した「ねだち」「まつど」、『ダウンタウン熱血べーすぼーる物語』（1993年）に登場する「たちばな（立花辰巳）」の顔グラフィックが存在する（『べーすぼーる物語』が発売されたのは、本作の4ヵ月後である）。

本作に登場する顔グラフィックのほとんどは、テクノスジャパン倒産後に発売された『ダウンタウン熱血物語ex』（2004年）でも使われている。
- 本作は、試合をすると結果に応じて賞金が貰え、それを使って様々なアイテムや必殺シュートを購入できる。アイテムの中にはレベルやステータスを急激に上昇させるもの、シュートを合体させるものなどもある。後者のアイテムは、合体後のシュートをさらに合体させることも可能で、上手く行けばキャッチが困難なシュートも作ることができる（例：全員シュート＋ワープシュート×数個）。
- イギリス、イタリア、ケニア、ブラジルの一部選手の名前は同年に発売されたファミコン用ソフト『くにおくんの熱血サッカーリーグ』からそのまま流用されたものとなっている。

## 設定

### ステージ構成
オールスター、かぶりもの、謎の軍団以外のチームにはそれぞれの本拠地となる色々なホームコートがある。ノーマルなコートは無し。
- 日本

背景に富士山が見える金網の上のコート。時々風が吹きかけて浮き上がり、ライン関係なく自由に動ける。コートが裏返り、ゲームを強制中断させられる。
- イギリス

ロンドンにある開閉する橋の上のコート。橋が上下に開いて選手が川に落ち、ロンドンの通称が霧の都であるため、霧が立ち込め画面が見えなくなる。
- インド

常に水に浸かった状態のコート。背景にはFC版同様、世界遺産のタージ・マハルが見える。味方にパスをする際、パスされた側が時折キャッチし損ねてそのまま水中にダイブする事がある（ブラジルステージも同様）。流れてくる浮き草に触れると、一定時間強制退場される。
- アイスランド

試合中、氷付けになり一定時間動けなくなる。なお、コートが氷なので上下に傾いてしまう。
- 中国

橋の上のコート。シーソーのようにコートが上下に動き、丸太も回転する。
- フランス

夜の噴水の中にコートがあり、噴水に当たると吹っ飛ばされてしまう。背景にエッフェル塔が見える。
- アラブ

砂丘のコート。砂塵で地形が激しく揺れたり、竜巻が発生することもある。
- ケニア

ぬかるんだ沼地のコートとなっており、一定時間動作がないと沼にだんだんキャラの体が沈んでいく。真ん中に木が立っており、上に乗ると自由に動けるが当たると枝に引っかかり、落ちるまで待つかシュートを当てられるまで操作不能になる。
- ロシア

背景にクレムリン宮殿が見える雪上のコート。雪崩が起きて、全員退場させられ状況がリセットとなる。
- イタリア

地中海のコート。水の泡に触れると、一定時間強制退場されてしまう。
- ブラジル

リオデジャネイロのコパカバーナ海岸の浅瀬の中のコート。波の設定の有無に関わらずシュートが当たりづらく、設定変更で出現するカモメにさらわれると、一定時間操作不能になってしまう。
- ドイツ

大きな歯車が1枚あるコート。上下に動くギアの設定により、自由に身動きが取れない。
- アメリカ

ニューヨーク・マンハッタンの星条旗模様のある布の上のコート。空に靡いており、不規則に揺れる。ボールを持ってると、定期的に雷が落ちてボールを手放してしまう。
- 宇宙

テクノスのホーム。重力が無く、キャッチするまでボールが流れ弾となって延々と漂い、選手が天井の惑星に張り付く。ブラックホールに触れるとワープしてしまう。

## キャラクター

### デフォルトキャラクター
ここから10人選択して1つのチームを作り、容姿や名前は好きに変えられることができる。アイテムを購入することによって更に10人の新キャラクターが追加され、選手を移籍させたり、他チームの選手と契約することもできる。
- くにお
- りき-鮫島力
- そのかわ-園川薫
- おにづか-鬼塚崇
- こばやし-小林政男
- もちづき-望月駿
- たいら-平清文
- きのした-木下忠
- よしの-吉野光明
- くまだ-熊田重蔵
- とうどう-藤堂護
- やまだ-山田大樹
- ごうだ-豪田剛
- ごだい-五代奨
- りゅういち-服部竜一
- りゅうじ-服部竜二
- にしむら-西村成孝
- さわぐち-沢口靖夫
- かみじょう-上条恒男
- やまもと-山本憲之

### 相手チーム

#### 日本
- いしだ-石田
- しらい-白井
- たけうち-竹内
- わだ-和田
- さわだ-沢田
- なかざわ-中沢
- ゆきた-雪田・・・ボールパワーが高め。
- ほさか-保坂
- ほしや-星谷
- なかむら-中村
- えびぬま-海老沼
- おかだ-岡田
- いがらし-五十嵐
- さとう-佐藤
- さいとう-斉藤

#### イギリス
チームレベルは最も低いが、ジャンプをやたら多用してこちらのシュートを回避する。このチームのみ、ファミコン版に登場したメンバー全員が在籍している。
- じぇーむす-ジェームス
- すこっと-スコット
- りちゃーど-リチャード
- ないじぇる-ナイジェル
- ろばーと-ロバート
- じゃっく-ジャック
- ぐれごりー-グレゴリー
- れいもんど-レイモンド
- じょーじ-ジョージ・・・ボールパワーが低いが、体力がやや多め。
- あーのるど-アーノルド
- ぶらいあん-ブライアン
- はわーど-ハワード・・・体力が多い。
- ちゃーるず-チャールズ
- ごーどん-ゴードン
- ぎるばーと-ギルバート

#### インド
回避を多用するため非常に当てにくい。加えてボールを持ってもしばらく動かず、内野はお尻を叩いて挑発などをする。BGMは『熱血高校ドッジボール部』のインドステージのアレンジ。
- らはまーん-ラハマーン
- にーらむ-ニーラム
- くりしゅな-クリシュナ
- がねーしゅ-ガネーシュ
- あじゃーる-アジャール
- らっかん-ラッカン
- はーびぶ-ハービブ
- すらいじゅ-スライジュ
- ばはらーむ-バハラーム
- かーりむ-カーリム
- らめーしゅ-ラメーシュ
- あるじゅな-アルジュナ
- ぱきーら-パキーラ
- ふぁらじゅ-ファラジュ
- あしゅらふ-アシュラフ

#### アイスランド
ブロックからの必殺シュートやダイビングジャンプを主体とした攻撃を得意とするが、すぐに横一列に整列したがるフォーメーションの為、全員シュートには弱い。へいるまん、よはんせん、のいまん(FC版では「ないまん」)、けっこねんはFC版にも登場。BGMは『熱血高校ドッジボール部』のアイスランドステージのアレンジ。
- へいるまん-ヘイルマン
- すべんそん-スベンソン
- おるせん-オルセン
- いぇんせん-イェンセン
- けっこねん-ケッコネン
- にーるせん-ニールセン
- やこぶせん-ヤコブセン
- おっどそん-オッドソン
- のいまん-ノイマン
- にっかねん-ニッカネン
- ぺてるせん-ペテルセン
- あーちねん-アーチネン
- よはんせん-ヨハンセン
- ふぃんせん-フィンセン
- はっきねん-ハッキネン

#### 中国
キャッチ力が高めな事と、避けを的確に使う以外はこれといって特徴はないが合体技を使用する。キャプテンのらおちぇんは、あるタイトルにもゲスト出演している。BGMは『熱血高校ドッジボール部』の中国ステージのアレンジ。
- らおちぇん-ラオチェン
- しゃおつん-シャオツン
- いゃんはい-イャンハイ
- つぁおわん-ツァオワン
- ぱおりゃん-パオリャン
- つんくぉお-ツンクォオ
- うぇいぴん-ウェイピン
- ゆんつぁお-ユンツァオ
- りいくぁん-リイクァン
- つぉんみん-ツォンミン
- とんつぇん-トンツェン
- ぼぅふぁお-ボゥファオ
- ずぅうぇん-ズゥウェン
- つうちぇえ-ツウチェエ
- かあうぇい-カアウェイ

#### イタリア
ハイジャンプからの必殺シュートを多用する。一部選手の名前は本来のイタリアの人名とは異なっている。
- ろれんつぉ-ロレンツォ
- じょばんに-ジョバンニ
- えみーりお-エミーリオ
- じゅりあの-ジュリアノ（ジュリアーノ）
- ろどるふぉ-ロドルフォ
- あんとにお-アントニオ
- ぴえとろ-ピエトロ
- じゅぜっぺ-ジュゼッペ
- びっとりお-ビットリオ
- せべりあの-セベリアノ（セベリアーノ）
- くらうでお-クラウデオ（クラウディオ）
- えんりーこ-エンリーコ（エンリコ）
- ちぇざーれ-チェザーレ
- すてふぁの-ステファノ
- りっかるど-リッカルド（リカルド）

#### アラブ
こちらのシュートをほとんどキャッチせずに一箇所に固まるフォーメーションなので、貫通シュートや全員シュートで併殺しやすい。
- いぶらひむ-イブラヒム
- まーじど-マージド
- さっらーむ-サッラーム
- はっだーど-ハッダード
- しゃーびる-シャービル
- さばーふ-サバーフ
- むふたーる-ムフタール
- ふぁーりど-ファーリド
- いらーふ-イラーフ
- はむだーん-ハムダーン
- ますうーど-マスウード
- はりーふぁ-ハリーファ
- ざーきる-ザーギル
- らてぃーふ-ラティーフ
- ばいたーる-バイタール

#### フランス
的確にブロックしながらのジャンプキャッチを多用する他、外野も積極的にコートへのハイジャンプをしながらこぼれ球をも処理してくるかなりの強敵。
- ふらんそわ-フランソワ
- ぴえーる-ピエール
- あんどれ-アンドレ
- みしぇーる-ミシェール
- ろべーる-ロベール
- じぁん-ジァン
- ふぃりっぷ-フィリップ
- じるべーる-ジルベール
- あらん-アラン
- だにえーる-ダニエール
- らふぁえる-ラファエル
- じょるじゅ-ジョルジュ
- あるべーる-アルベール
- えりっく-エリック
- じぇらーる-ジェラール

#### ケニア
ホームコートは湿地帯。スピードがあり、コート内を所狭しと走り回る。ハイジャンプからの必殺シュートを多用。デフォルトのキャプテンはFC版でアフリカチームのキャプテンを務めた、んじょも。BGMは『熱血高校ドッジボール部』のアフリカステージのアレンジ。
- んじょも-ンジョモ
- むば-ムバ
- びゃりまな-ビャリマナ・・・比較的打たれ強いが、体力が少ない。
- みこんべ-ミコンベ・・・やや体力が多く、打たれ強い。
- にぱれれ-ニパレレ
- うぇんば-ウェンバ
- ばばんぎだ-ババンギダ
- まらぼ-マラボ・・・みこんべより体力が多く、打たれ強い。
- わりおば-ワリオバ
- むるんが-ムルンガ
- ぬじぇり-ヌジェリ
- うとんどぅ-ウトンドゥ
- かさぶぶ-カサブブ
- くんじゃら-クンジャラ
- もけれ-モケレ

#### ロシア
FC版発売当時は「それん（ソ連）」だったが、1991年のソビエト連邦崩壊に伴い、本作以降「ろしあ」としてBGMもオーケストラ風にアレンジされた。キャプテンを護って一人、また一人と盾になってやられていくところは相変わらず。各チームの良い所取りと言ってもいいぐらいに多彩な行動パターンを持つ。デフォルトのキャプテンはもるどふ。キャプテンを先に倒すと、FC版と同様にチームの統率が一気に乱れる。
- もるどふ-モルドフ・・・FC版同様、攻撃力が高い。
- こりあのふ-コリアノフ・・・ボールパワーが低い。
- ろふすきー-ロフスキー・・・体力が多く、それなりに打たれ強い。
- りがちょふ-リガチョフ
- ずーりん-ズーリン
- まれんこふ-マレンコフ
- けびっち-ケビッチ
- やこぶれふ-ヤコブレフ
- きりえんこ-キリエンコ
- かりもふ-カリモフ
- いるちょふ-イルチョフ・・・体力が多い。
- ぽぽびっち-ポポビッチ
- ぺとれんこ-ペトレンコ
- いわのふ-イワノフ
- とらふきん-トラフキン

#### ブラジル
こちらの内野を一人ずつ徹底的に集中攻撃してくる。外野、ハイジャンプ、ロングジャンプを絡めてくる為、全チーム中では最強クラスの実力を誇る。インドステージと同様に水浸かり状態のステージでこちらのシュートが非常に当たりにくく、射程内でシュートを出すとジャンプや伏せといった回避行動を超反応で行う為、非常に倒しにくい。
- ごんざれす-ゴンザレス
- まりげーら-マリゲーラ
- おるてが-オルテガ
- さんちぇす-サンチェス
- でらとーれ-デラトーレ
- あるめいだ-アルメイダ
- ろどりげす-ロドリゲス
- だこすた-ダコスタ
- もれーろす-モレーロス
- でるてしあ-デルテシア
- めんどーさ-メンドーサ
- げれーろ-ゲレーロ
- ろぺす-ロペス
- とにーにょ-トニーニョ
- おりべいら-オリベイラ

#### ドイツ
縦に整列したフォーメーションなので、対戦する際は全員シュートや貫通効果、串刺し効果のあるシュートが有効。ブロックとパスを多用するが、基本的に向かって手前の外野しかシュートしてこない。このチームメンバーのみ、引き抜いてチームに加えると国籍は何故かアラブになっている。このチームも、一部キャラの名前が本来のドイツの人名とは異なっている。
- はいんりひ-ハインリヒ（ハインリッヒ）
- しゅみっと-シュミット
- ばうあー-バウアー
- べるりんく-ベルリンク
- わいずまん-ワイズマン
- びっとなー-ビットナー
- ぶりっげん-ブリッゲン
- みゅーらー-ミューラー
- めてるにひ-メテルニヒ（メッテルニッヒ）
- しゅたいん-シュタイン
- えあはると-エアハルト
- はいでがー-ハイデガー
- でいとりひ-デイトリヒ（デイートリッヒ）
- しゅばるつ-シュバルツ
- ばるらっは-バルラッハ

#### アメリカ
攻撃力は非常に高いが、キャッチ力はほとんどない。攻め倒すことが有効である。
- うぃりあむ-ウィリアム
- じょん-ジョン・・・打たれ強い上に体力も多い。
- まいける-マイケル
- ふれっど-フレッド
- てぃむ-ティム
- らんでぃー-ランディー
- すてぃーぶ-スティーブ
- じぇふ-ジェフ・・・じょんより打たれ強い。
- でびっど-デビッド
- すたんりー-スタンリー
- るいす-ルイス
- ぴーたー-ピーター
- まーちん-マーチン
- ぽーる-ポール
- あれっくす-アレックス

#### テクノス
本作の開発スタッフによるチーム。行動パターンはバックダッシュからのシュートが中心だが、避けを頻繁に多用する。国籍は宇宙で、国旗はテクノスジャパンのロゴ。このチームのみ、「せんしゅひきぬき」というアイテムで引き抜く事が不可能となっている。
- よしみつ-吉光・・・テクノスチームのキャプテンであるが、体力が少なく打たれ弱い。
- さとう-佐藤
- かなくぼ-金久保・・・全キャラクターで最も打たれ強い。
- うえだ-上田・・・かなくぼに次いで打たれ強さが高い。
- もり-森・・・よしみつより体力は多いが、打たれ弱い。
- かたぎり-片桐
- いまがわ-今川
- なみき-並木
- なかつ-中津
- かしわばら-柏原・・・体力がやや高め。
- よしまさ-吉政
- うらべ-浦部
- よしはら-吉原
- ふくはら-福原・・・かなくぼ、うえだには及ばないが打たれ強い。
- ときた-土岐田・・・打たれ弱いが、体力が最も高い。

#### オールスターズ
各チームのキャプテンで構成されているが、内野は全員弱い。

#### かぶり物ブロス
各チームからキャラクターがランダムで選ばれ、頭に赤いパンティを被った顔グラフィックになって登場する。

#### 謎の軍団
主人公チームのコピー（色はモノクロ）。必殺シュートなどが微妙に違う。

## 他機種版
| No. | タイトル                                                  | 発売日                       | 対応機種                            | 開発元 | 発売元                 | メディア                                       | 型式 | 備考                             |
| --- | --------------------------------------------------------- | ---------------------------- | ----------------------------------- | ------ | ---------------------- | ---------------------------------------------- | ---- | -------------------------------- |
| 1   | くにおくんのドッジボールだよ全員集合!                     | 2012年2月14日                | Wii                                 | -      | アークシステムワークス | ダウンロード (バーチャルコンソール)            | -    | -                                |
| 2   | くにおくんのドッジボールだよ全員集合!                     | 2014年7月16日                | Wii U                               | -      | アークシステムワークス | ダウンロード (バーチャルコンソール)            | -    | -                                |
| 3   | スーパーファミコン Nintendo Classics                      | 2020年12月18日 2024年9月18日 | Nintendo Switch                     | -      | 任天堂                 | ダウンロード                                   | -    | -                                |
| 4   | テクノス ザ・ワールド くにおくん & アーケードコレクション | INT 2025年4月24日            | PlayStation 5 Nintendo Switch Steam | -      | アークシステムワークス | ダウンロード Switch専用ゲームカード UHD BD-ROM | -    | 海外ではオリジナルの翻訳版を配信 |

## スタッフ
- プログラム：佐藤博、金久保勇、N.UEDA、森真一
- 背景デザイン：片桐まさみち、今川伸浩
- キャラクター・デザイン：並木毅、中津英一朗
- プログラム：柏原なおき、吉田まさかず、吉原まさひろ
- 音楽：澤和雄、飯塚千晶、上原麗子、片岡清美
- S.E：浦部拓
- サウンド・プログラム：ロバート・C・アシュワース
- スペシャル・サンクス：福原元栄、西村成孝
- 企画：吉田晄浩

## 評価
ゲーム誌『ファミコン通信』の「クロスレビュー」では、5・4・6・4の合計19点（満40点）、『ファミリーコンピュータMagazine』の読者投票による「ゲーム通信簿」での評価は以下の通り22.6点（満30点）となっている。また、1998年に刊行されたゲーム誌『超絶 大技林 '98年春版』（徳間書店）では、「キャラごとに設定された必殺シュートがとても爽快である」と紹介されている。
| 項目 | キャラクタ | 音楽 | お買得度 | 操作性 | 熱中度 | オリジナリティ | 総合 |
| 得点 | 4.0        | 3.7  | 3.5      | 3.6    | 3.9    | 3.9            | 22.6 |